# Ozero Karavajno
Ozero Karavajno (ryska: Озеро Каравайно) är en sjö i Belarus.   Den ligger i voblasten Vitsebsks voblast, i den norra delen av landet, 150 km norr om huvudstaden Minsk. Ozero Karavajno ligger 180 meter över havet. Arean är 0,39 kvadratkilometer. Den sträcker sig 1,1 kilometer i nord-sydlig riktning, och 1,1 kilometer i öst-västlig riktning.
I omgivningarna runt Ozero Karavajno växer i huvudsak blandskog. Runt Ozero Karavajno är det glesbefolkat, med 13 invånare per kvadratkilometer.